# Орден Раджамитрабхорна
Орден Раджамитрабхорна (тайск. เครื่องราชอิสริยาภรณ์อันเป็นมงคลยิ่งราชมิตราภรณ์) — высший орден королевства Таиланд.
Орден Раджамитрабхорна был основан 11 июня 1962 года королём Пхумипоном Адульядетом (Рамой IX), им награждаются руководители других государств, в первую очередь монархи. Имеет одну ступень (рыцаря). Награждённые имеют право на постноминальные литеры ร.ม.ภ.

## Инсигнии
Инсигнии ордена состоят из знака на орденской цепи, знака на чрезплечной ленте, звезды.

### Описание
Знак ордена — платиновая восьмиконечная звезда с лучами бриллиантовой огранки, наложенная на золотую восьмиконечную же звезду с лучами в виде разновеликих, расположенных пирамидально двугранных лучиков. В центре знака круглый медальон синей эмали с платиновой каймой в виде бриллиантовой огранки. В центре медальона изображение Сударшана и Тришулы, инструктированных бриллиантами.
Знак при помощи переходного звена в виде золотой короны Таиланда крепится к орденской цепи либо орденской ленте, при этом знак к ленте меньшего размера, чем знак к орденской цепи.
Орденская цепь состоит из чередующихся орнаментальных звеньев.
Звезда ордена аналогична знаку, но большего размера и в медальоне содержащая изображение Нараяна верхом на Гаруде.
Лента ордена жёлтого цвета с двумя белыми полосками, отстающими от края и обрамлёнными тонкими синими полосками по бокам.

## Награждённые
Первое награждение последовало 20 июня 1962 года. Орден был присвоен Сайеду Путре — радже малайзийского штата Перлис. Среди награждённых орденом Раджамитрабхорна следует назвать:
- президента Западной Германии Генриха Любке (1962),
- президента Бирмы Не Вина (1962),
- короля Греции Павла (1963),
- короля Лаоса Саванг Ватхана (1963),
- императора Японии Хирохито (1963),
- президента Китайской Республики Чан Кайши (1963),
- президента Филиппин Диосдадо Макапагала (1963),
- королеву Нидерландов Юлиану (1963),
- короля Бельгии Бодуэна (1964),
- президента Австрии Адольфа Шёрфа (1964),
- президента Австрии Франца Йонаса (1967),
- президента Филиппин Фердинанда Маркоса (1968),
- султана Джохора Искандара (1985),
- короля Непала Бирендру (1986),
- президента Пакистана Мухаммада Зая уль-Хака (1987),
- короля Испании Хуана Карлоса I (1987),
- султана Перака Азлан-Шаха (1990),
- императора Японии Акихито (1991),
- президента Лаоса Кейсона Фомвихана (1991),
- султана Селангора Салахуддина (2001),
- королеву Дании Маргрете II (2002),
- короля Швеции Карла XVI Густава (2003),
- королеву Нидерландов Беатрикс (2003),
- султана Тренгану Мизана Зайнала Абидина (2009),
- президента США Барака Обаму (2012).